# Pine Level
Pine Level és una població dels Estats Units a l'estat de Carolina del Nord. Segons el cens del 2007 tenia 1.677 habitants.

## Demografia
Segons el cens del 2000, Pine Level tenia 1.313 habitants, 592 habitatges i 374 famílies. La densitat de població era de 478,3 habitants per km².
Dels 592 habitatges en un 27,5% hi vivien nens de menys de 18 anys, en un 50,8% hi vivien parelles casades, en un 9,8% dones solteres, i en un 36,8% no eren unitats familiars. En el 33,3% dels habitatges hi vivien persones soles el 15,9% de les quals corresponia a persones de 65 anys o més que vivien soles. El nombre mitjà de persones vivint en cada habitatge era de 2,22 i el nombre mitjà de persones que vivien en cada família era de 2,81.
Per edats la població es repartia de la següent manera: un 21,9% tenia menys de 18 anys, un 7,6% entre 18 i 24, un 30,1% entre 25 i 44, un 21,9% de 45 a 60 i un 18,5% 65 anys o més.
L'edat mediana era de 39 anys. Per cada 100 dones de 18 o més anys hi havia 77,6 homes.
La renda mediana per habitatge era de 31.250 $ i la renda mediana per família de 40.227 $. Els homes tenien una renda mediana de 31.033 $ mentre que les dones 22.222 $. La renda per capita de la població era de 16.384 $. Entorn del 9,9% de les famílies i el 13% de la població estaven per davall del llindar de pobresa.

## Poblacions més properes
El següent diagrama mostra les poblacions més properes.